# Parinoberyx horridus
Parinoberyx horridus – gatunek ryby z rodziny gardłoszowatych, jedyny przedstawiciel rodzaju Parinoberyx.